# Краснопуща
Краснопу́ща —  село в Україні, у Бережанській міській громаді Тернопільського району Тернопільської області. До 2020 року підпорядковане Урманській сільраді. 
Розташоване на правому березі річки Золота Липа.
Населення — 191 особа (2001). Дворів — 40.

## Географія
У селі є вулиці: Богдана Хмельницького, Садова та Шевченка.

### Клімат
| Клімат Краснопущі         | Клімат Краснопущі | Клімат Краснопущі | Клімат Краснопущі | Клімат Краснопущі | Клімат Краснопущі | Клімат Краснопущі | Клімат Краснопущі | Клімат Краснопущі | Клімат Краснопущі | Клімат Краснопущі | Клімат Краснопущі | Клімат Краснопущі | Клімат Краснопущі |
| Показник                  | Січ.              | Лют.              | Бер.              | Квіт.             | Трав.             | Черв.             | Лип.              | Серп.             | Вер.              | Жовт.             | Лист.             | Груд.             | Рік               |
| Середній максимум, °C     | −1,4              | 0,0               | 4,8               | 12,8              | 18,9              | 22,2              | 23,5              | 22,9              | 18,5              | 12,7              | 5,5               | 0,6               | 11                |
| Середня температура, °C   | −4,3              | −2,9              | 1,2               | 8,0               | 13,6              | 16,9              | 18,2              | 17,5              | 13,5              | 8,2               | 2,7               | −1,9              | 7                 |
| Середній мінімум, °C      | −7,2              | −5,8              | −2,3              | 3,3               | 8,3               | 11,6              | 12,9              | 12,1              | 8,5               | 3,8               | −0,1              | −4,3              | 3                 |
| Норма опадів, мм          | 32                | 31                | 33                | 48                | 75                | 88                | 94                | 70                | 56                | 39                | 37                | 40                | 643               |
| ------------------------- | ----------------- | ----------------- | ----------------- | ----------------- | ----------------- | ----------------- | ----------------- | ----------------- | ----------------- | ----------------- | ----------------- | ----------------- | ----------------- |
| Джерело: climate-data.org |                   |                   |                   |                   |                   |                   |                   |                   |                   |                   |                   |                   |                   |

## Історія
Перша писемна згадка — 1589 р.
У 1664 р. монахи Варлам і Теодозій збудували Краснопущанський монастир отців Василіян (перебудований 1756 р., мур.).
У 19 ст. Краснопуща була відома як один із релігійних центрів краю. До 1947 р. щороку 7 липня тут відбувалися відпусти.
Діяли «Просвіта» й ін. українські товариства, кооператива.
Н. Загірний записав у селі пісню «Ой у місті Гусятині сталася причина» (була у фольклорній розвідці Івана Франка «Жіноча неволя в руських піснях народних»).
12 червня 2020 року, відповідно до розпорядження Кабінету Міністрів України № 724-р «Про визначення адміністративних центрів та затвердження територій територіальних громад Тернопільської області» увійшло до складу Бережанської міської громади.
19 липня 2020 року, в результаті адміністративно-територіальної реформи та ліквідації Бережанського району, село увійшло до складу Тернопільського району.
22 червня 2023 року рішенням №230 Національної комісії зі стандартів державної мови віднесено до списку населених пунктів, які «можуть не відповідати лексичним нормам української мови», зокрема стосуватися «російської імперської чи колоніальної політики». Громаді рекомендовано обґрунтувати доцільність збереження поточної назви або запропонувати нову назву в установленому законодавством порядку.

## Населення
Населення села в минулому:
| Рік  | Число осіб | Українців греко-католиків | Поляків та римо-католиків | Євреїв |
| ---- | ---------- | ------------------------- | ------------------------- | ------ |
| 1900 | 286        | 266                       | 13                        | 7      |
| 1939 | ▲ 310      | ▲ 305                     | ▼ 5                       | ▼ 0    |

За даними перепису населення 2001 року мовний склад населення села був таким:
| Мова       | Число ос. | Відсоток |
| ---------- | --------- | -------- |
| українська |           | 98,95    |
| російська  |           | 1,05     |

## Політика
Від 28 квітня 2012 року село належить до виборчого округу 165.

## Пам'ятки
- Краснопущанський монастир
- Церква Різдва святого Івана Хрестителя (1905, мурована), у приміщенні монастиря від 1947 — психо-неврологічний інтернат.
- Діє млин, який збудували монахи (кінець ХІХ ст.).

Пам’ятний знак на честь щасливого спасіння польського королевича Якуба та з нагоди дарування землі Василіанському монастирю
Пам'ятка історії місцевого значення. Розташований в південних околицях села, за 400 м від млина.
Робота самодіяльних майстрів, виготовлений з каменю (1735 р.).
Розміри плити — 1,5х0,8, площа — 0,0025 га.

## Відомі люди

### У Краснопущі народилися
- доктор економічних наук, професор, академік Національної академії аграрних наук, ректор Львівського сільськогосподарського інституту. (1989—1998) Роман Тринько;
- кандидати наук Лещук В. В., Тучапський Р. Й., Тучапський Я. В., Щербатий М. В., Лещук Н. В.
- художник В. Мороз.

### Перебували
Бібліотекою монастиря користувалися Богдан, Левко і Сильвестр Лепкі, Іван Франко, Андрій Чайковський. Іконостас для церкви Краснопущанського монастиря виконав представник Жовківської малярської школи Василь Петранович.

### Померли
- Стефанія Садовська (1888—1968) — українська музеєзнавиця, краєзнавиця, педагогиня.[13]
- Йосиф Ґродський (1869—1947) — український чернець-василіянин, секретар митрополита Андрея Шептицького, економ Святоюрського палацу у Львові і касир митрополичих маєтностей, письменник, автор спогадів про митрополита Шептицького.
- Гликерій Дубицький (1738—1813) — церковний діяч, священник-василіянин, педагог, місіонер, перший ігумен Дрогобицького василіянського монастиря, ігумен Крехівського (1800—1811) і Краснопущанського монастирів (1811—1813).

## Галерея

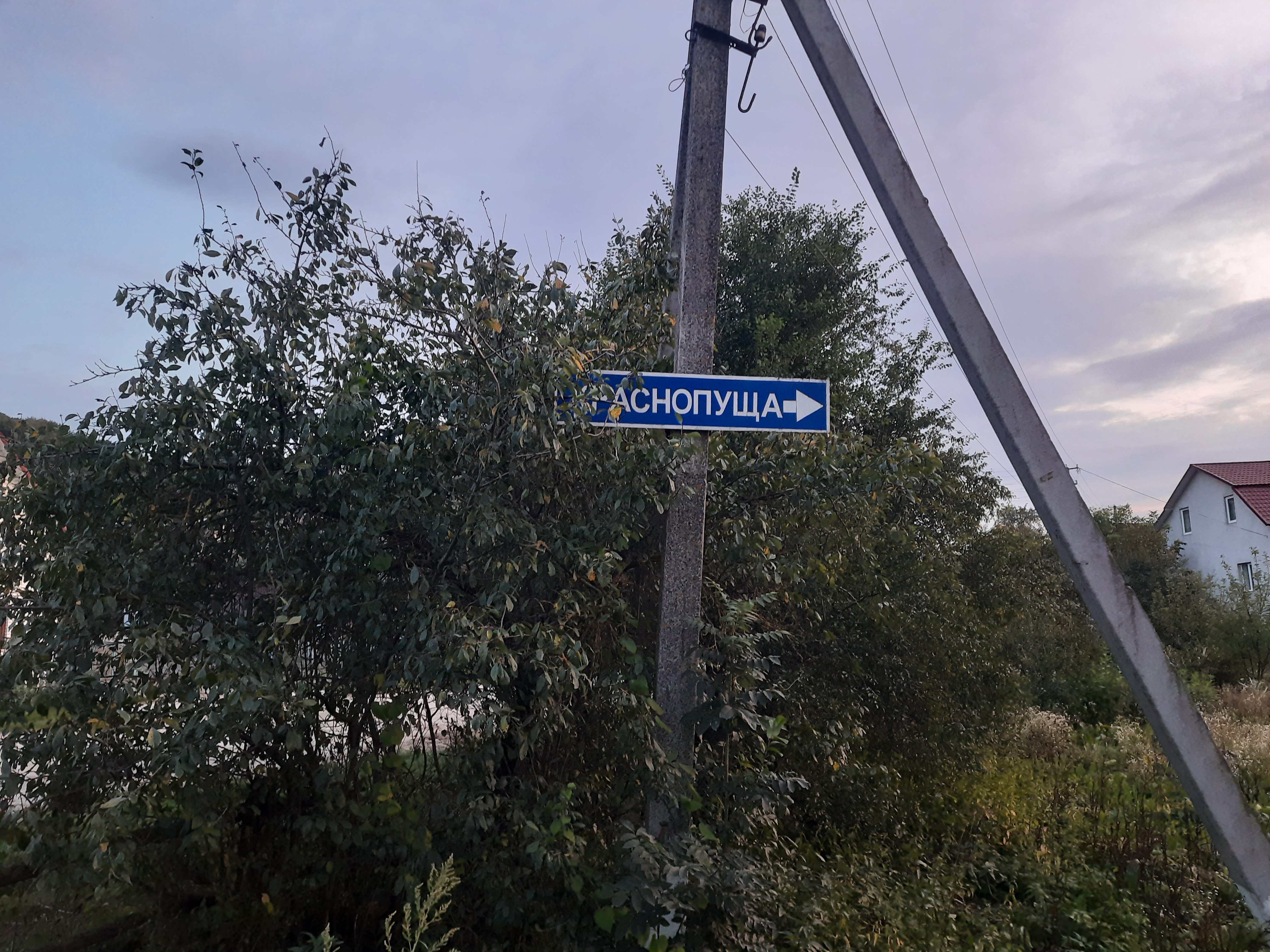
Знак при повороті на село
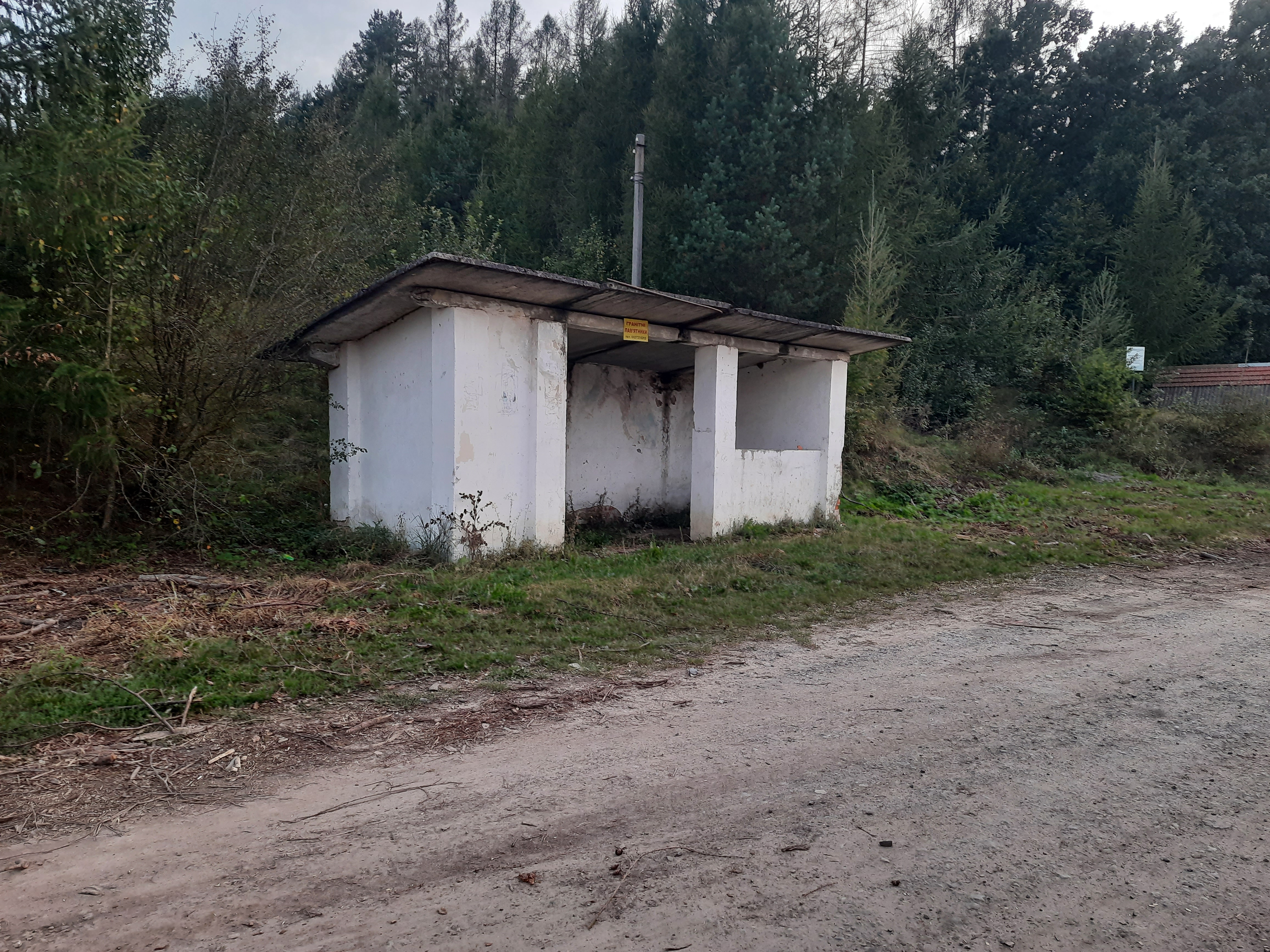
Автобусна зупинка
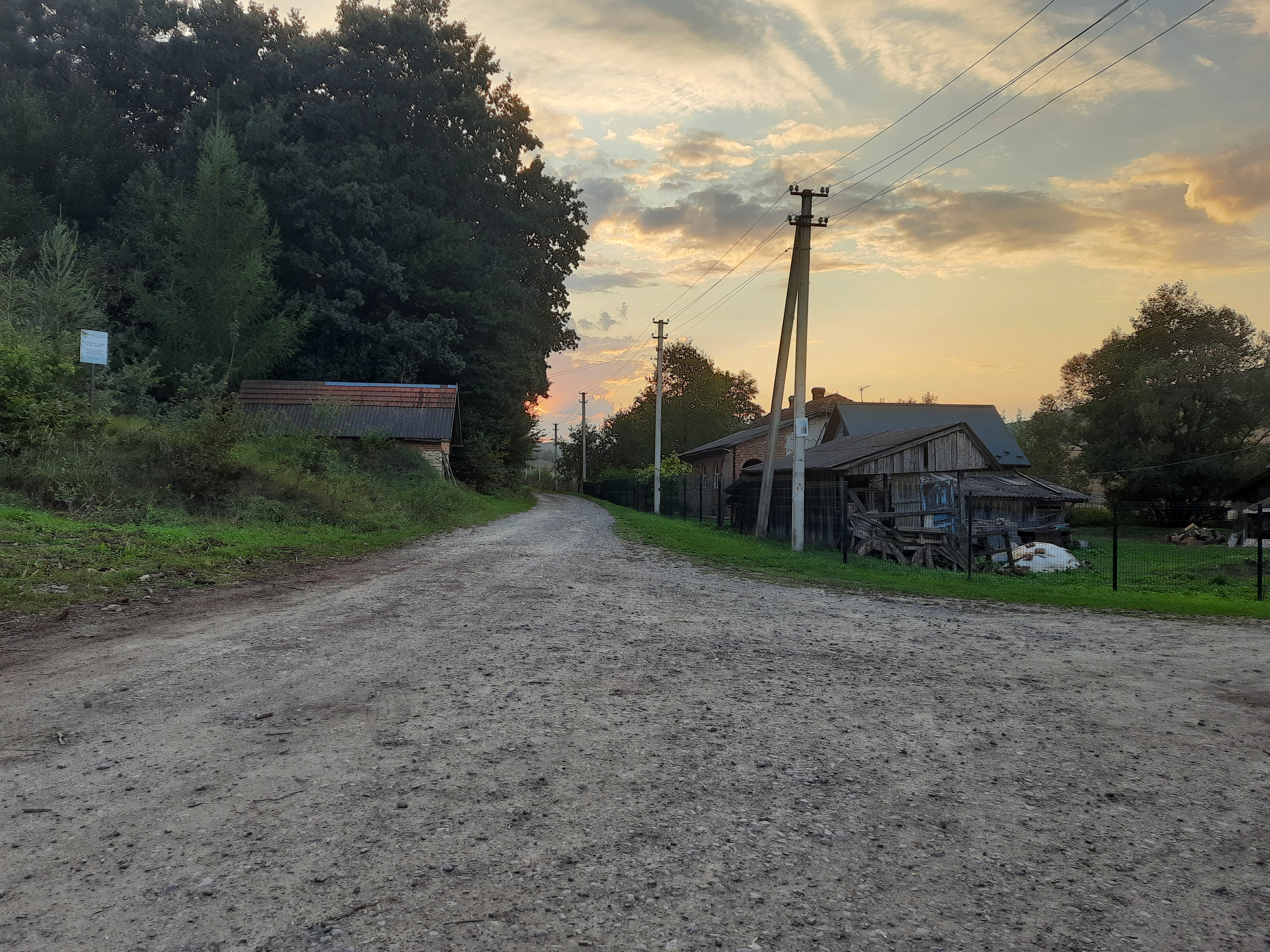
Сільська вулиця
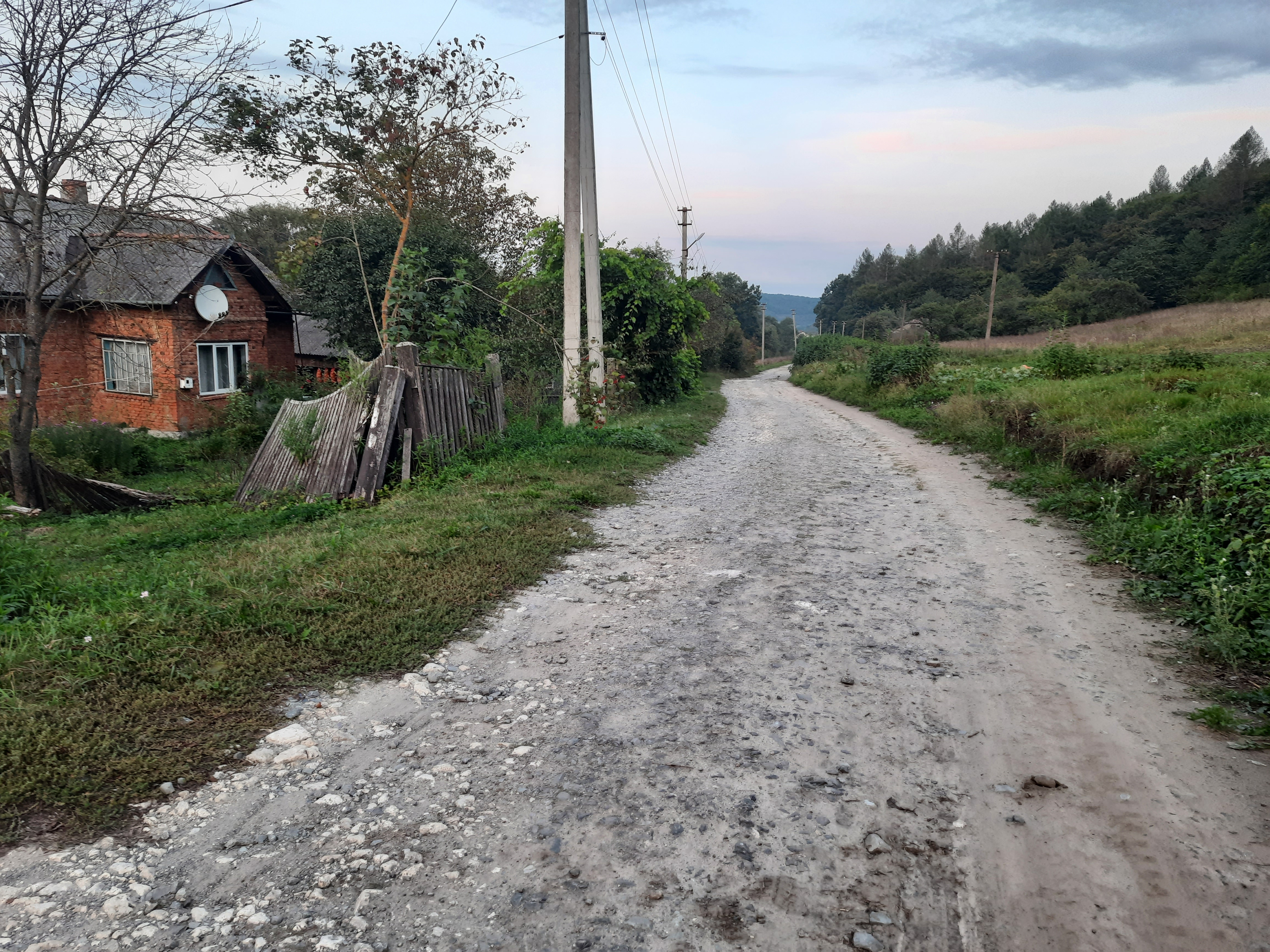
Сільський пейзаж